# Crepidodera bella
Crepidodera bella es un coleóptero de la familia Chrysomelidae. Fue descrita científicamente en 1986 por Parry.